# Quimioluminescência
A quimioluminescência é a emissão de luz (luminescência) em consequência de uma reação química. Um exemplo de reação deste tipo é a que ocorre entre o luminol e o peróxido de hidrogênio.
Essa emissão pode ocorrer em materiais nos estados sólido, líquido e gasoso.

## Descrição geral

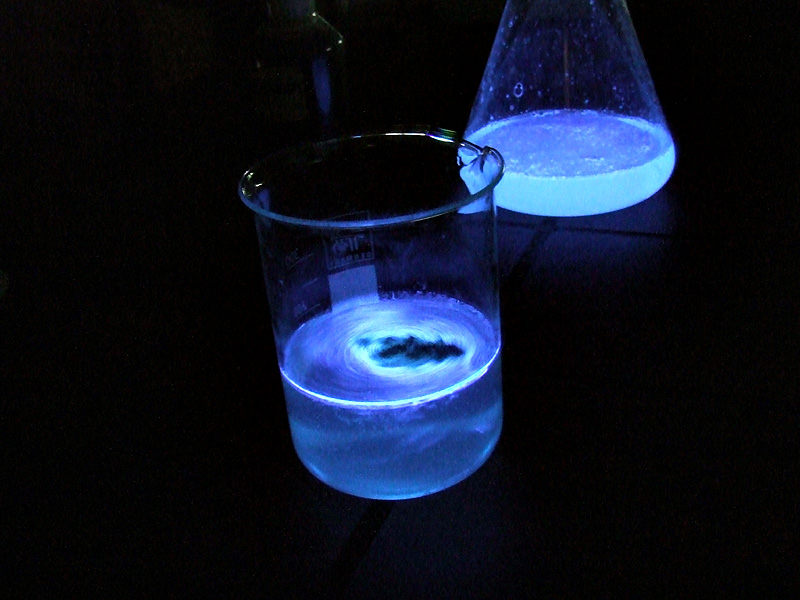
Luminol

A quimioluminescência ocorre na redução do estado excitado de um electrão para um nível de energia inferior através da emissão de luz.
Difere da fluorescência e da fosforescência porque o estado eletrónico excitado é produto de uma reação química e não da absorção de um fotão.
A quimioluminescência também pode ser induzida por um estímulo eletroquímico, neste caso é denominado eletroquimioluminescência.

Bioluminescência na natureza: um pirilampo macho corteja a fêmea da espécie Lampyris noctiluca.

O primeiro composto quimioluminescente a ser descoberto foi 2,4,5-trifenilimidazol (lophine), reportado em 1877 por emitir luz quando misturado com hidróxido de potássio em etanol aquoso na presença de ar.
Um exemplo comum de quimioluminescência no ambiente de laboratório é o teste do luminol. A mistura de luminol reage ao ferro contido na hemoglobina emitindo luminescência e indicando a presença de sangue.
Quando a quimioluminescência ocorre em organismos vivos é chamada de bioluminescência.

## Reacções em estado líquido
A quimioluminescência em sistemas aquosos é causada principalmente por reações oxirredutivas.
- Luminol numa solução alcalina com peróxido de hidrogénio na presença de ferro ou cobre, ou um oxidante auxiliar, produz quimioluminescência. A reacção é representada da seguinte forma:

{\displaystyle {\ce {{\underset {luminol}{C8H7N3O2}}+{\underset {hydrogen\ peroxide}{H2O2}}->3-APA[\lozenge ]->{3-APA}+light}}}

## Reacções em estado gasoso
- Uma das reações quimioluminescentes mais antigas é a oxidação de fósforo branco em ambiente húmido, produzindo um brilho verde. Esta reação deriva do vapor de fósforo com oxigénio que produzi os estados excitados (PO)2 e HPO.[5]
- Outra reação em fase gasosa é a base da detecção de óxido nítrico em instrumentos analíticos comerciais aplicados a testes de qualidade do ar ambiental. O ozono é combinado com o óxido nítrico para formar o dióxido de nitrogénio num estado ativado.

NO+O3  → NO2[◊]+ O2

## Quimioluminescência infravermelha
Em cinética química, a quimiluminiscência infravermelha refere-se à emissão de fotões infravermelhos de moléculas vibracionalmente excitadas imediatamente após sua formação. As intensidades das linhas de emissão infravermelha de moléculas vibratoriamente excitadas são usadas para medir as populações de estados vibracionais de moléculas de produto.
A observação da IRCL (abreviatura inglesa infrared chemiluminiscence) foi desenvolvida como uma técnica cinética por John Polanyi, que a utilizou para estudar a natureza atrativa ou repulsiva da superfície de energia potencial para reações em estado gasoso. A IRCL é muito mais intensa para reações com superfície atrativa, indicando que este tipo de superfície leva à deposição de energia na excitação vibracional. Em contraste, as reações com uma superfície de energia potencial repulsiva levam a pouca IRCL, indicando que a energia é depositada principalmente como energia translacional.

## Quimioluminescência potenciada
A quimiluminescência melhorada ou ECL (quimiluminescência melhorada) é uma técnica comum para vários ensaios de deteção em biologia. Nesta técnica, uma enzima peroxidase de rábano (HRP) é ligada a um anticorpo que reconhece especificamente a molécula de interesse. Este complexo enzimático catalisa então a conversão do substrato quimioluminescente melhorado num reagente sensibilizado na vizinhança da molécula de interesse, que na subsequente oxidação por peróxido de hidrogénio, produz um tripleto (excitado) carbonil, que emite luz quando decai para uma carbonila singlet. A quimiluminescência melhorada permite a deteção de quantidades mínimas de uma biomolécula. As proteínas podem ser detectadas em quantidades até femtomoles, muito abaixo do limite de deteção para a maioria dos sistemas de ensaio.

## Aplicações
- Análise de gás, para determinar pequenas quantidades de impurezas ou venenos no ar. Outros compostos também podem ser determinados por este método (ozono, N-óxidos).
- Análise de espécies inorgânicas em estado líquido.
- Análise de espécies orgânicas: útil com enzimas, onde o substrato não está diretamente envolvido na reação de quimioluminescência, mas o produto está.
- Detecção e ensaio de biomoléculas em sistemas como ELISA e Western blots
- Sequenciamento de ADN usando pirosequenciamento.
- Iluminação de emergência
- Análise de combustão, pois certas espécies radicais (como CH* e OH*) emitem radiação em comprimentos de onda específicos. A taxa de libertação de calor é calculada medindo a quantidade de luz irradiada de uma chama nesses comprimentos de onda.
- Brinquedos infantis.
- Bastões luminosos e pulseiras de neón.

## Referencias
1. ↑  FERREIRA, Ernesto Correa; ROSSI, Adriana Vitoriano. A quimiluminescência como ferramenta analítica: Do mecanismo a aplicações da reação do luminol em métodos cinéticos de análise. Química Nova, São Paulo, v. 25, n. 6, p.1003-1011, abr. 2002.
2. ↑  Vacher, Morgane; Fdez. Galván, Ignacio; Ding, Bo-Wen; Schramm, Stefan; Berraud-Pache, Romain; Naumov, Panče; Ferré, Nicolas; Liu, Ya-Jun; Navizet, Isabelle; Roca-Sanjuán, Daniel; Baader, Wilhelm J.; Lindh, Roland (março 2018). «Chemi- and Bioluminescence of Cyclic Peroxides». Chemical Reviews. 118 (15): 6927–6974. PMID 29493234. doi:10.1021/acs.chemrev.7b00649
3. ↑  Radziszewski, B. R. (1877). «Untersuchungen über Hydrobenzamid, Amarin und Lophin». Berichte der Deutschen Chemischen Gesellschaft (em alemão). 10 (1): 70–75. doi:10.1002/cber.18770100122
4. ↑  Shah, Syed Niaz Ali; Lin, Jin-Ming (2017). «Recent advances in chemiluminescence based on carbonaceous dots». Advances in Colloid and Interface Science. 241: 24–36. PMID 28139217. doi:10.1016/j.cis.2017.01.003
5. ↑  Rauhut, Michael M. (1985), Chemiluminescence. In Grayson, Martin (Ed) (1985). Kirk-Othmer Concise Encyclopedia of Chemical Technology (3rd ed), pp 247 John Wiley and Sons. ISBN 0-471-51700-3
6. ↑  Atkins P. and de Paula J. Physical Chemistry (8th ed., W.H.Freeman 2006) p.886  ISBN 0-7167-8759-8
7. ↑  Steinfeld J.I., Francisco J.S. and Hase W.L. Chemical Kinetics and Dynamics (2nd ed., Prentice-Hall 1998) p.263  ISBN 0-13-737123-3
8. ↑  Atkins P. and de Paula J. p.889-890
9. ↑  Enhanced CL review. Biocompare.com (2007-06-04). Consultado o 2011-11-22.
10. ↑  High Intensity HRP-Chemiluminescence ELISA Substrate Arquivado em 2016-04-08 no Wayback Machine. Haemoscan.com (2016-02-11). Consultado o 2016-03-29.